# Slagnäs kyrka
Slagnäs kyrka är en kyrkobyggnad i Slagnäs som tillhör Arjeplogs församling i Luleå stift.

## Kyrkobyggnaden
Träkyrkan är uppförd 1958 efter ritningar av arkitekt Bo Grefberg. Byggnaden har rektangulär planform och ett valmat tak täckt med singel. Ytterväggarna är klädda med liggande, vitmålade träpaneler.
Kyrkorummets väggar är klädda med svagt gullaserad träpanel. Innertaket är ett laserat furutak med öppen takstol. Golvet är av trä och har en fast bänkinredning i öppna kvarter. I koret finns en vitmålad nisch där altaret är placerat.
En fristående klockstapel är täckt av rödmålad träpanel.